# Mark Shield
Pour les articles homonymes, voir Shield.
Mark Shield est un ancien arbitre de football australien né le 2 septembre 1973.

## Carrière d'arbitre
Le premier match international que Mark Shield dirigé était la rencontre opposant la Nouvelle-Zélande à la Norvège le 22 janvier 1997. Il a été arbitre de la FIFA à partir de 1999. Il termina sa carrière d'arbitre à l'occasion de la finale du championnat d'Australie de football 2007-2008. Il détient le record du plus jeune arbitre d'une phase finale de Coupe du monde depuis qu'il a participé à la Coupe du monde de football 2002 à l'âge de 28 ans.
Il a officié en tant qu'arbitre pendant les tournois suivants :
- Coupe du monde de football 2002 et 2006
- Phase qualificative de la coupe du monde de football 2006 et 2010
- Coupe des confédérations 2003
- Coupe du monde des clubs 2007